# امان‌الله پیمان
امان‌الله پیمان (زاده ۱۳۴۳ ولسوالی راغستان بدخشان) یک سیاست‌مدار اهل افغانستان است. وی نمایندهٔ مردم بدخشان در دوره‌های پانزدهم و شانزدهم مجلس نمایندگان افغانستان بود.

## زندگی‌نامه
امان‌الله پیمان زاده ۱۳۴۳ از روستای کالر قشلاق لشکرگاه یکی از ولسوالی راغستان ولایت بدخشان است. وی تحصیلات مدرسه‌ای خود را در پاکستان به اتمام رساند و مدرک لیسانس خود را توانست در رشته حقوق و علوم سیاسی از دانشگاه پیشاور پاکستان کسب کند.

## نمایندگی پارلمان

### دوره شانزدهم
وی در مجلس شانزدهم نمایندگان افغانستان عضو کمیسیون امور فرهنگی، معارف، تحصیلات عالی و ارشاد، حج و اوقاف بود.

## دیگر فعالیت‌ها
دیگر فعالیت‌ها:
- سکرتر رئیس‌جمهور دولت اسلامی.
- نماینده دولت در شمال افغانستان.
- رئیس دفتر ریاست جمهوری.
- عضو کمیسیون انتقال قدرت.
- رئیس اداره امور ریاست جمهوری.
- نماینده مردم بدخشان در دوره پانزدهم مجلس نمایندگان.
- نایب دوم دوره پانزدهم مجلس نمایندگان.